# 亀関開
亀関 開（かめせき ひらく、1947年4月21日 - ）は、日本のフリーアナウンサー。桃山学院高等学校、関西学院大学卒業。

## 来歴
1970年に大学を卒業。大学在籍時はKGB総部放送局に所属していた。
その後、東海ラジオ放送に入社し、『東海ラジオ ガッツナイター』などの中日ドラゴンズ戦中継において犬飼俊久（東京支社長・本社常務・東放企業（東海ラジオ子会社、尾張温泉等を運営）社長を経てフリー）らとともに活躍していた。1983年にテレビ愛知が開局したその翌年、中部日本放送のアナウンサーだった福井豊治とともにアナウンサーユニオン（現社名は株式会社エイ・ユウ）を設立し、テレビ愛知の契約アナウンサーとなってドラゴンズ戦中継に関わった。
現在は、東海3県の放送局のスポーツ中継を中心に担当しているほか、番組制作会社テレビシティの監査役や中部映像関連事業社協会（中映協）の理事を務めている。

## 現在の担当番組
- ドラゴンズ戦中継（J SPORTS・スターキャットチャンネル、オープン戦やウエスタンリーグの実況を担当）
- 燃えドラ!スタジアム（スターキャットチャンネル）
- 三重県オープンゴルフ選手権競技中継（三重テレビ）
- 日本女子ソフトボールリーグ（GAORA・ひまわりネットワーク、実況担当）
- 週刊地域ジャーナル（ひまわりネットワーク、2009年4月24日 - ）
- ラジオサンキュースポーツスペシャル「めざせ甲子園」（尾張東部放送<ラジオサンキューFM84.5>実況担当 ）
- 全国高等学校野球選手権愛知大会

## 過去の担当番組
- 東海ラジオ ガッツナイター（東海ラジオ）
- TVAドラゴンズナイター（テレビ愛知）
- 土曜競馬中継（同上）
- 1001%ドラゴンズ（中京テレビ、司会）
- HEROインタビュー（ひまわりネットワーク、不明 - 2009年3月）
- 亀ちゃんのあの角を曲がれば!?（ひまわりネットワーク、不明 - 2009年3月）
- 全国高等学校野球選手権和歌山大会（テレビ和歌山）
- 全国高等学校野球選手権奈良大会（奈良テレビ放送）

## 主な実況歴
- ウインターステークス（1993年）